# Sisunaga-Dynastie
Die Sisunaga-Dynastie war die herrschende Dynastie im nordostindischen Königreich Magadha in der Zeit von circa 550 bis 350 v. Chr. Es gibt nur wenige gesicherte Informationen. Die wichtigsten Quellen sind buddhistische Chroniken aus Sri Lanka, die Puranas und verschiedene buddhistische und jainistische heilige Texte.
Auf Basis dieser Quellen sieht es aus, als ob Magadha circa 200 Jahre lang von der Shishunaga-Dynastie regiert wurde.
Die Liste der Könige sieht nach den Chroniken aus Sri Lanka folgendermaßen aus:
1. Bimbisara (regierte 52 Jahre)
2. Ajatasattu (32 Jahre; von Buddha nimmt man an, dass er im 8. Regierungsjahr von Ajatashatrus Herrschaft starb)
3. Udayin oder Udayibhadra (16 Jahre)
4. Anuruddha (ca. 4 Jahre)
5. Munda (ca. 4 Jahre)
6. Nagadasaka (24 Jahre)
7. Shishunaga (18 Jahre)
8. Kalashoka (28 Jahre)
9. Zehn Söhne von Kalashoka, von denen Nandivardhana der bekannteste ist (22 Jahre)

Die Puranas-Liste weist längere Herrschaftszeiten aus (die Sisunaga-Dynastie dauerte demzufolge 321 Jahre):
1. Shishunaga (regierte 40 Jahre)
2. Kakavarna (26 Jahre)
3. Ksemadharman (36 Jahre)
4. Ksemajit oder Ksatraujas (24 Jahre)
5. Bimbisara (28 Jahre)
6. Ajatashatru (27 Jahre)
7. Darsaka (24 Jahre)
8. Udayin (33 Jahre)
9. Nandivardhana (40 Jahre)
10. Mahanandin (43 Jahre)

Die Shishunaga-Dynastie wurde von Mahapadma gestürzt, dem ersten der neun sogenannten Nandas (der Nanda- oder Navananda-Dynastie).